# Mathilde de Hohenlohe-Öhringen
Titre
Princesse consort de Schwarzbourg-Sondershausen
19 août 1835 – 17 juillet 1880
(44 ans, 10 mois et 28 jours)
Frédérique Mathilde, princesse de Hohenlohe-Öhringen, née à Öhringen le 3 juillet 1814 et morte à Salzbourg le 13 juin 1888, est par mariage, princesse souveraine de la Principauté de Schwarzbourg-Sondershausen.

## Biographie

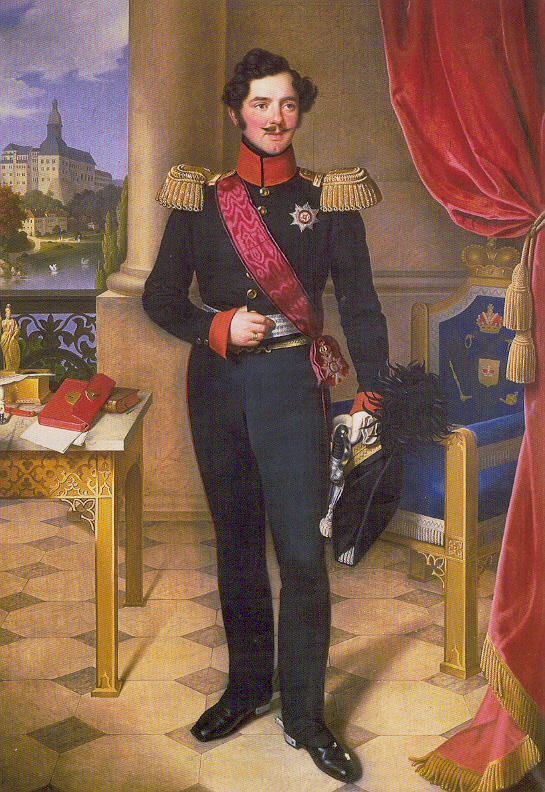
Le prince Gonthier (Stirnbrand, 1837)

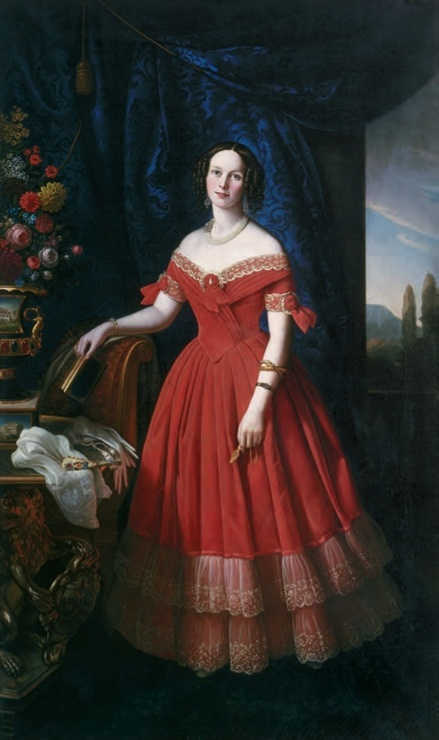
La princesse Mathilde (Stirnbrand, 1837)

La princesse Frédérique Mathilde, couramment appelée Mathilde, est la petite-fille de Frédéric-Louis, prince de Hohenlohe-Ingelfingen. Héros malheureux de la Bataille d'Iéna, ce prince transfère la capitale de ses états d'Ingelfingen à Öhringen puis préfère abdiquer en faveur de son fils Auguste avant que ceux-ci ne soit médiatisés et annexés par le Royaume de Wurtemberg favorisé par l'empereur des Français Napoléon Ier.
Diplomatiquement, le prince Auguste de Hohenlohe-Öhringen épouse une nièce du roi de Wurtemberg, la princesse Louise de Wurtemberg (1789-1851). Le couple a trois fils mais une seule fille, la princesse Mathilde. Ainsi la princesse Mathilde est-elle une nièce "à la mode de Bretagne" du roi Guillaume Ier de Wurtemberg et une cousine éloignée de la reine Sophie des Pays-Bas. La princesse a trois frères dont le prince Hugues de Hohenlohe-Öhringen.
Le 29 mai 1835, elle épouse Gonthier-Frédéric-Charles, prince héritier de Schwarzbourg-Sondershausen, son aîné de 13 ans, veuf et père de trois enfants dont deux fils. Au mois d'août suivant, le prince héritier devient prince souverain quand son père Gonthier-Frédéric-Charles Ier de Schwarzbourg-Sondershausen abdique (il meurt deux ans plus tard). La mère du prince, née Caroline de Schwarzbourg-Rudolstadt meurt en 1854. La princesse Emilie, sœur du prince, épouse en 1820 le prince Léopold II de Lippe.
Le prince Gonthier et la princesse Mathilde ont deux enfants :
- Marie (Sondershausen, 14 juin 1837-Reichenall (Bavière), 21 avril 1921), sans alliance.
- Hugues (Sondershausen, 13 avril 1839- Sondershausen, 25 novembre 1871), sans alliance, entretint une liaison avec Ida Berniger, la fille du chef-cuisinier de la cour, de laquelle nait une fille qui meurt au berceau à Berlin en 1863. Ida Berniger épouse en 1868 un dénommé Kaiser.

Dès le début de son règne, le prince Gonthier-Frédéric-Charles II rejoint le Zollverein. En 1841, il accorde une constitution à ses sujets. Une seconde constitution, plus libérale, est accordée après la Révolution de 1848 mais abrogée en 1857 pour rétablir la constitution de 1841. En 1866, il soutient la Prusse contre l'Autriche avant d'intégrer l'Empire allemand. La principauté s'industrialise lentement mais reste un pays agricole. Vieillissant et atteint d'une maladie des yeux, il abdique en 1880 et meurt en 1889.
La princesse ne soutient pas toujours son mari. Femme cultivée, elle fait de Sondershausen, capitale discrète d'une principauté de Thuringe anonyme, un centre culturel renommé. Elle est notamment la mécène de l'écrivain à succès E. Marlitt dont elle fait sa lectrice attitrée et sa compagne de voyage. Appréciant la voix de sa lectrice, la princesse l'envoie apprendre le chant à Vienne pendant trois ans. Sa mère meurt en 1851, son père en 1853, son mariage est dissous en 1852. Son fils meurt célibataire à l'âge de 32 ans à Sondershausen. La princesse Mathilde meurt au Château Mirabell de Salzbourg le 13 juin 1888 à l'âge de 73 ans quelques mois après son ex-mari. Sa dépouille est inhumée au vieux cimetière d'Arnstadt.